# Dart Island
Dart Island ist eine Insel im Archipel der Südlichen Shetlandinseln. Sie ist die größte mehrerer Inseln, die in der westlichen Einfahrt zur Fildes Strait liegen.
Wissenschaftler der britischen Discovery Investigations nahmen zwischen 1934 und 1935 Vermessungen vor und benannten diese sowie zwei nördlich bzw. südlich benachbarte Inseln als 70 Islets nach deren Mindesthöhe von 70 Fuß. Das UK Antarctic Place-Names Committee verwarf diese Benennung im Jahr 1961. Neuer Namensgeber der hier beschriebenen Insel ist der britische Robbenfänger Dart mit Heimathafen London, der um das Jahr 1923 in den Gewässern um die Südlichen Shetlandinseln operierte.